# Le Souper de Beaucaire

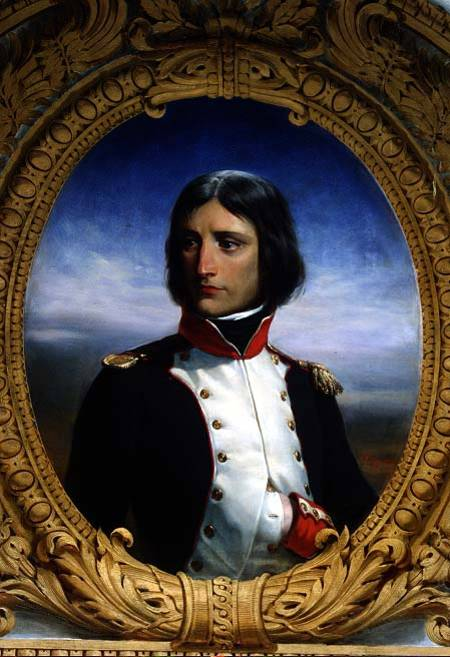
Napoleon Bonaparte als Lieutenant-Colonel, 1792; Gemälde von Félix Philippoteaux aus dem Jahr 1835

Le Souper de Beaucaire ist ein politischer Essay in der Form eines Dialogs, den Napoléon Bonaparte 1793 verfasst hat.

## Historischer Hintergrund
Vier Jahre nach der Französischen Revolution hatte sich der Bürgerkrieg in Frankreich ausgebreitet, an dem sich verschiedene miteinander rivalisierenden Interessengruppen beteiligten. Im Jahr 1790 gab es Bestrebungen in der Konstituante (Assemblée nationale constituante), dem Adel die während der Revolution verlorenen Besitztümer zurückzuerstatten, was zusammen mit den Bestrebungen, eine Zentralregierung zu etablieren, zu Revolten sowohl in Paris
als auch in den großen Städten des Südens wie Toulon, Marseille, Montpellier, Lyon und in Avignon führte.
Napoleon war im Juli 1793 im Rang eines Hauptmanns und diente als Artillerieoffizier unter General Jean-François Carteaux, der den Auftrag hatte, Aufstände der Royalisten in der Provence niederzuschlagen.
Napoléon verfasste den Essay am 29. Juli 1793 als Plädoyer für die Beendigung des blutigen Bürgerkriegs. Als aktiver Teilnehmer war Napoléon Zeuge der Schrecken dieses Krieges geworden. Am 24. Juli 1793 beteiligte er sich am erfolgreichen Angriff von General Carteaux zur Rückeroberung der Stadt Avignon. Das danach einsetzende Massaker an den Aufständischen, in dessen Verlauf Carteauxs Truppen die Stadt mit seinem Munitionszentrum eroberten und dreißig Zivilisten massakrierten, erschütterte ihn zutiefst. Aus dieser Kriegserfahrung entstand Souper de Beaucaire, worin er den Staatsstreich der Bergpartei gegen die Girondisten rechtfertigte. 
Die Schrift zog die Aufmerksamkeit Augustin Robespierres auf sich, des jüngeren Bruders von Maximilien Robespierres, der dem Bruder den jungen Offizier wegen seiner „überragenden Verdienste“ empfahl. Am 7. Februar 1794 wurde Napoleon zum commandant d’artillerie der Armée d’Italie ernannt.

## Form
Der Essay ist in Form eines Dialogs in der Tradition von Diderots Dialogen geschrieben. Eingeleitet wird der Dialog durch einen kurzen Bericht, in dem Napoleon den Ort, die Situation und die Teilnehmer am Souper skizziert.

## Inhalt

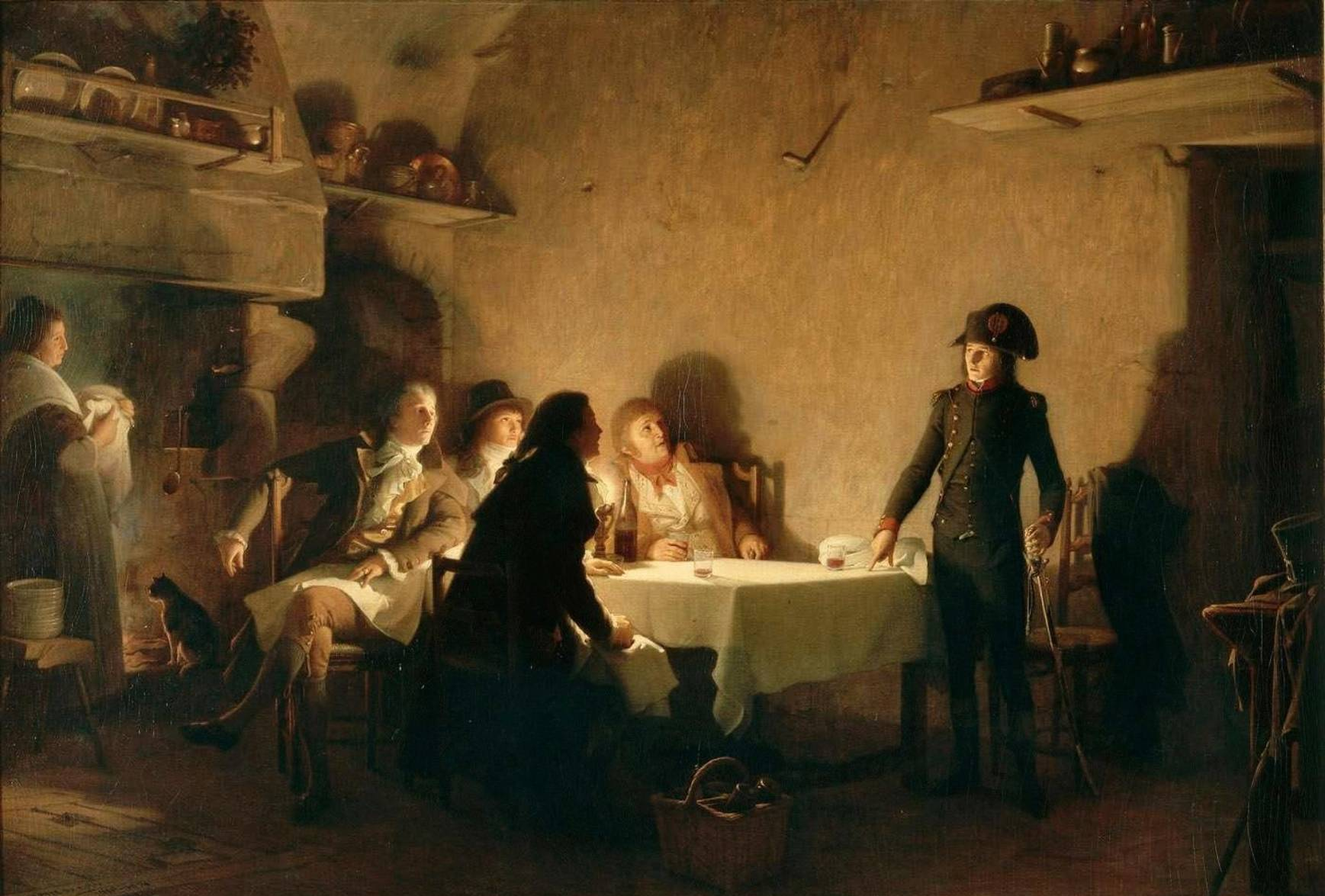
Jean Lecomte du Nouÿ: Le Souper de Beaucaire, um 1890.

Naoeon lässt das Gespräch am letzten Tag des Jahrmarkts von Beaucaire in einem Gasthaus stattfinden. Er hatte dort Halt gemacht, wo er auf seiner Reise nach Tarascon, die er im Auftrag von Carteaux unternimmt, vorbeigekommen war.
Napoléon berichtet von einem fiktiven Gespräche zwischen einem Offizier, zwei Kaufleuten aus Marseille, einem Fabrikanten aus Montpellier und einen Bürger aus Nîmes. Diskutiert wird aus unterschiedlichen Perspektiven und Interessenlagen die aktuelle politische Situation in Frankreich während der zweiten Phase der Revolution, die angesichts der inneren wie äußeren gegenrevolutionären Bedrohung zur Errichtung einer Republik mit radikaldemokratischen Zügen und zur Ausbildung einer Revolutionsregierung führte, die mit Mitteln des Terrors und der Guillotine alle „Feinde der Revolution“ verfolgte.

Einem der Kaufleute aus Marseille, der die Revolte der Stadt aus dem Blickwinkel der Girondisten rechtfertigt, widersprechen der Offizier, der die Aussichtslosigkeit des Unterfangens aus militärisch-taktischer Sicht begründet, und der Fabrikant aus Montpellier, der politisch argumentiert und die Aktionen der jakobinischen Konventsmehrheit und des Wohlfahrtsausschusses angesichts der mannigfachen Bedrohungen Frankreichs für ganz unumgänglich hält. Der absichtlich blass argumentierende Bürger aus Nîmes repräsentiert die Pleine, die Gruppe von gemäßigten Abgeordneten im Nationalkonvent, die nicht als Partei organisiert waren und keine eindeutige politische Richtung vertraten, sondern oft zwischen den einflussreichen Fraktionen der Montagnards (Jakobinern) und den Girondisten schwankten. Er repräsentiert gewissermaßen die „schweigende Mehrheit“ jener, die – aus Schwäche klug geworden – jeweils opportunistisch die aus ihrer aktuellen Sicht stärkere Partei unterstützten.

## Publikationsgeschichte
Wie Napoleons Privatsekretär Bourienne in seinen Mémoires berichtet, wurde der Text nach Erscheinen im August 1798 auf Kosten des Trésor public nachgedruckt, und erlebte eine weitere Neuauflage 1821 nach Napoleons Tod bei Panckoucke in Paris. Bourrienne berichtet weiterhin, Napoleon habe nach seiner Wahl zum Konsulat möglichst viele Exemplare des Erstdrucks aufkaufen und vernichten lassen.
Der Text wurde 1881 unter dem Titel Le Souper de Beaucaire (Par Napoléon Ier), Précédé d’un avant-propos historique et de lettres napleonnais inédites in Avignon bei Seguin Frères veröffentlicht und – in der Regel gemeinsam mit Lettre à M. Matteo Buttafoco – in der Folge mehrfach mit unterschiedlichen Einführungen, Kommentaren etc. publiziert. Die erste englische Übersetzung durch Somerset De Chai erschien 1945 bei Golden Cockerel Press in London.

## Ausgaben
- Napoléon Bonaparte: Le Souper de Beaucaire. Avec une notice et un appendice de José de Bérys. Paris, Sansot, 1908.
- Le souper de Beaucaire, et Lettre à M. Matteo Buttafoco. Legare Street Press, ISBN 978-1-02048146-8

Hörbuch
- Napoleon Bonaparte. Le souper de Beaucaire de Napoléon. Interpreté par François Perier. Saga Egmont 2017. ISBN 978-2-82111120-2